# Cahangir Ağarəhimov
Cahangir Ağarəhimov (Name beim Weltschachbund FIDE Djakhangir Agaragimov; * 5. Dezember 1986 in Aserbaidschan) ist ein aserbaidschanischer Schachspieler.

## Leben
Als weiterführende Schule besuchte Cahangir Ağarəhimov die Schule 258 in Baku. Danach studierte er in Baku an der Aserbaidschanischen Staatlichen Wirtschaftsuniversität. Schach trainierte er zusammen mit Eltac Səfərli.

## Erfolge
Seit August 2014 trägt Ağarəhimov den Großmeister-Titel. Die Normen hierfür erzielte er beim Baku Open im August 2010, bei dem er unter anderem gegen die Großmeister Natalja Schukowa und Dawit Dschodschua gewann, sowie bei zwei doppelrundigen Normenturnieren in Aluschta im Juni 2013. Er ist einer der wenigen Schachspieler, die als FIDE-Meister den Titel Internationaler Meister übersprangen. Ağarəhimov ist Mitglied der FIDE-Kommission für Behinderte, der „Commission for the Disabled (DIS)“.
Seine höchste Elo-Zahl beträgt 2502, die er seit Februar 2014 hat. Er wird aber als inaktiv geführt, da er seit einem Turnier im georgischen Rustawi im Januar 2014 keine Elo-gewertete Partie mehr gespielt hat.
Beim Schach-Weltpokal 2015 in Baku war er Operating Director.

## Veröffentlichungen
- 2016: Pearls of Azerbaijan. Chess Evolution, Niepołomice 2016; ISBN 978-83-944290-8-9.